# Wearhead
Wearhead – wieś w Anglii, w hrabstwie Durham. Leży 42 km na zachód od miasta Durham i 387 km na północ od Londynu.